# Rudy De Coninck
Rudy De Coninck (Gent, 23 december 1950), is een Belgisch roeicoach en voormalig roeier.
Deze toegewijde clubcoach van het trainersteam van de Koninklijke Roeivereniging Sport Gent uit Gent was tijdens de wereldkampioenschappen roeien 2014 verantwoordelijk voor Eveline Peleman. De Coninck was zelf een gewaardeerd eliteroeier (categorie). Hij nam met de nationale acht aan de WK 1977 in Amsterdam en roeide in diverse teams voor zijn club in de jaren zeventig. Zijn zoon Sven De Coninck was in de jaren negentig een goede lichtgewichtroeier. Zijn dochter Sophie De Coninck was ook een meer dan verdienstelijke roeister, maar gaf dit uiteindelijk op in het kader van haar professionele carrière buiten de sport.